# Nele Wißmer
Nele Wißmer (* 18. Dezember 1996 in Hannover) ist eine deutsche Sportschützin im Wurfscheibenschießen in der Disziplin Skeet.

## Leben und Karriere
Wißmer begann 2014 mit dem Sportschießen beim Jagdklub in Hannover, wo sie von Thorsten Hapke trainiert wurde und wurde noch im gleichen Jahr Dritte bei der Deutschen Meisterschaft in München in ihrer Altersklasse. Nach der Aufnahme in den Juniorenkader folgten die ersten internationalen Wettkämpfe, wo sie 2015 in Maribor Vizeeuropameisterin mit der Mannschaft wurde und bei der Weltmeisterschaft in Lonato Siebte. Im Jahr danach bei der Europameisterschaft in Lonato wurde sie Doppel-Vizeeuropameisterin im Einzel und mit der Mannschaft zu der auch Eva-Tamara Reichert und Franziska Kurzer gehörte.
Nach dem Wechsel in den Erwachsenenkader verpasste sie 2017 bei der EM in Baku knapp das Finale und wurde Siebte. 2019 beim Weltcup in Lahti wurde Wißmer Fünfte, aber gewinnt dadurch einen Quotenplatz für die Olympische Sommerspiele 2020 in Tokio für Deutschland. Den vierten Vizeeuropameistertitel gab es bei der EM in Larnaka 2022 mit der Mannschaft und bei der WM in Osijek verpasste sie mit der Mannschaft knapp die Medaillenränge. 2020 beim Weltcup in Nikosia gewann sie Silber im Mixed-Team-Wettkampf und 2022 gewann sie den Weltcup in Baku mit der Mannschaft.
Wißmer war auch Teilnehmerin bei den World University Championships 2018 in Kuala Lumpur, wo sie Platz 18 belegte und die Welthochschulspiele (World University Games) 2019 in Neapel beendete sie als Zehnte. 
Die Sportsoldatin wurde einmal Deutsche Meisterin, viermal Vizemeisterin und erhielt zweimal Bronze. 